# Turizem v Severni Koreji
Turizem v Severni Koreji strogo nadzoruje severnokorejska vlada. Ves turizem organizira eden od več turističnih uradov v državni lasti, med drugim Korejsko mednarodno potovalno podjetje (KITC), Korejsko mednarodno športno potovalno podjetje (KISTC), Korejsko mednarodno tekvondojsko turistično podjetje (KITTC) in Korejsko mednarodno mladinsko potovalno podjetje (KIYTC). Severno Korejo vsako leto obišče le približno 3000 do 6000 zahodnih turistov.
Kot odgovor na grožnje, ki jih predstavlja COVID-19, je Severna Koreja 22. januarja 2020 zaprla meje za tuje turiste. Od 8. aprila 2021 se turizem ne sme nadaljevati, gospodarske izgube pa naj bi znašale najmanj 175 milijonov dolarjev.